# آنا ماريا موه
آنا ماريا موه (بالألمانية: Anna Maria Mühe)‏ هي ممثلة ألمانية (وحملت سابقاً جنسية ألمانيا الشرقية)، ولدت في 23 يوليو 1985 ببرلين في ألمانيا.

## وصلات خارجية
- آنا ماريا موه على موقع IMDb (الإنجليزية)
- آنا ماريا موه على موقع ميتاكريتيك (الإنجليزية)
- آنا ماريا موه على موقع روتن توميتوز (الإنجليزية)
- آنا ماريا موه على موقع مونزينجر (الألمانية)
- آنا ماريا موه على موقع قاعدة بيانات الأفلام العربية
- آنا ماريا موه على موقع ألو سيني (الفرنسية)
- آنا ماريا موه على موقع ميوزك برينز (الإنجليزية)
- آنا ماريا موه على موقع أول موفي (الإنجليزية)
- آنا ماريا موه على موقع قاعدة بيانات الأفلام السويدية (السويدية)
- آنا ماريا موه على موقع ديسكوغز (الإنجليزية)